# VAB Банк
VAB Банк (Всеукраинский акционерный банк, укр. Всеукраїнський акціонерний банк) — крупный украинский коммерческий банк, причислялся к системным. 20.11.2014 Нацбанком Украины признан неплатежеспособным и на следующий день ФГВФЛ в него была введена временная администрация. 19 марта 2015 года Нацбанк Украины принял решение об отзыве банковской лицензии и ликвидации банка.
По состоянию на 1 января 2014 года банк занимал 21-е место по активам. Банк обладал сетью продаж, насчитывающей более 140 филиалов и отделений по всей территории Украины. В кредитной организации работали свыше 2 тысяч сотрудников.
Крупнейшим акционером банка через кипрскую компанию Quickcom Limited (основной акционер) являлся украинский предприниматель Олег Бахматюк (86,778 %).
С 2011 года должность председателя наблюдательного совета занимала Наталья Василюк, а должность председателя правления — Денис Мальцев.

## История
Банк был основан в июле 1992 года в Киеве. Начиная с 1995 года контролировался российским предпринимателем Сергеем Максимовым. Банк активно кредитовал связанные компании. В октябре 2009 года столкнулся с необходимостью рефинансирования и получил помощь от Национального банка Украины. В кризис банк поддерживал (через свою дочернюю структуру) голландско-израильский фонд Kardan, доля которого в 2010 году в капитале банка доходила до 83,9 %. Данный пакет акций в начале 2011 года был реализован группе неназванных инвесторов, представителем которых выступил российский инвестиционный банк «Тройка Диалог». В конце 2010 года банк досрочно возвратил средства Национальному банку Украины, а в начале 2011 года погасил облигации, размещённые в августе 2008 года, таким образом, полностью выплатив внутренние заимствования.
В 2012 году банк четвёртый год подряд получил убыток — в 232,4 млн грн. В 2011 году убытки банка составили 497,4 млн гривен, в 2010 году — 621 млн гривен, в 2009 году — 382 млн гривен.
Махинации бывшего владельца
Зимой 2012 года Главное управление по расследованию особо важных дел Генеральной прокуратуры Украины завершило расследование по делу одного из бывших руководителей и крупнейших совладельцев VAB Банка Сергея Максимова. Он обвинялся в совершении преступлений, предусмотренных ч. 5 ст. 191, ч. 3 ст. 209, ч. 2 ст. 366, ч. 3 ст. 27 и ч. 2 ст. 366 Уголовного кодекса Украины. Согласно заявлению правоохранителей, используя служебное положение, Максимов настоял на выдаче в 2008 году кредитов подконтрольным ему коммерческим структурам на десятки миллионов гривен. Около 40 млн гривен из этих средств были присвоены им для дальнейшей легализации.
В самом банке утверждают, что он успел присвоить гораздо больше. В течение 2005—2009 годов, нарушая нормативы центрального банка о кредитовании связанных лиц, Максимов оформил на подконтрольные ему структуры займы на более чем 1 млрд гривен. За весь период деятельности он вывел из VAB Банка около 255 млн долларов в офшорные структуры, причём под фиктивные решения суда. По решению суда Сергей Максимов был выпущен под залог 5 млн гривен.
2014
В августе 2014 года банк начал вводить лимиты на снятие наличных. В октябре 2014 года банк просрочил выплату $2 млн процентного дохода по еврооблигациям. В том же месяце он был отнесен к категории проблемных.
На 1 ноября 2014 года общий объем вкладов 347,3 тыс. физических лиц в банке составлял 9,7 млрд грн, из которых 6,9 млрд грн – вклады в пределах гарантированной суммы возмещения.